# Johannes-Nepomuk-Kapelle (Gersthof)

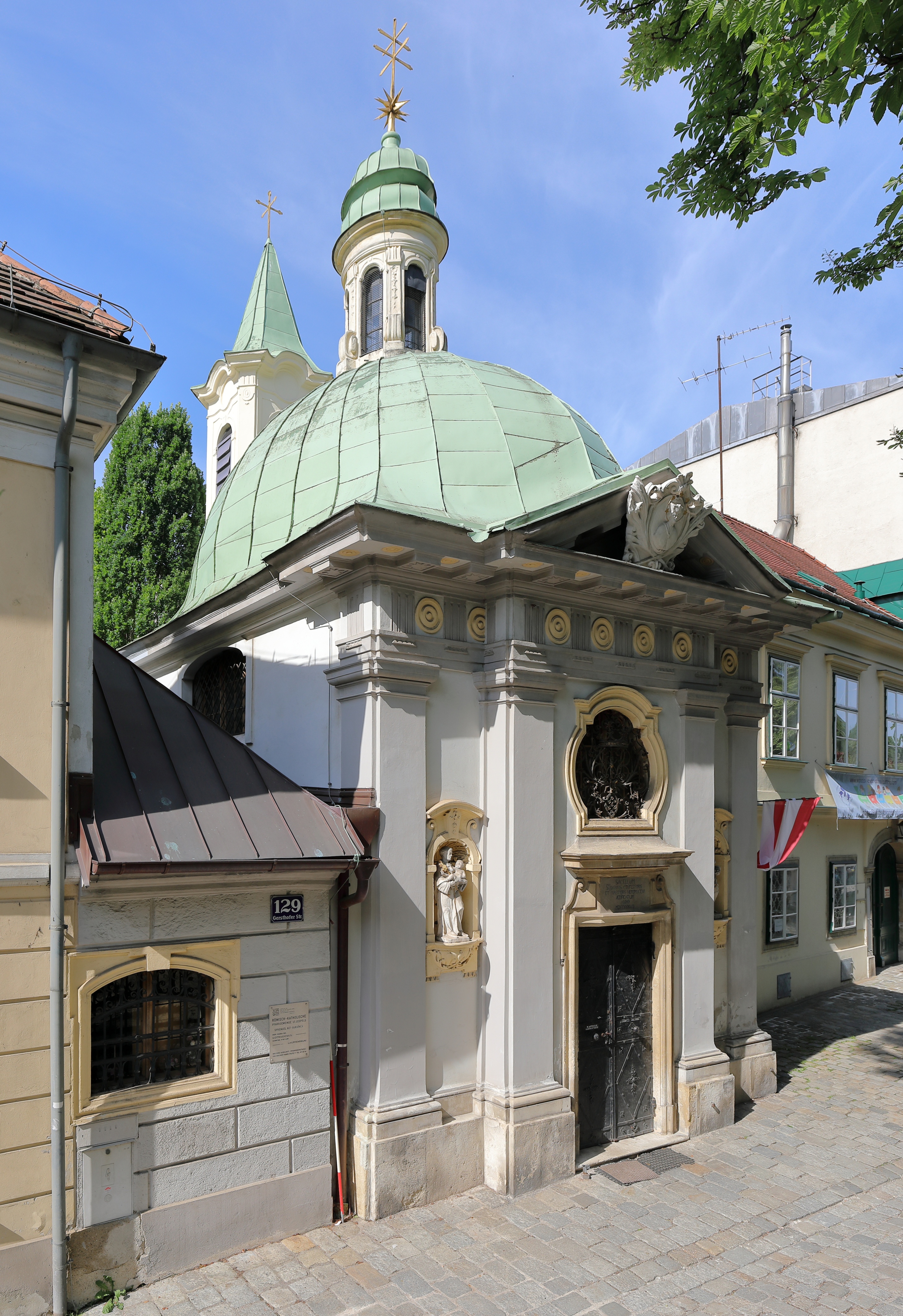
Johannes-Nepomuk-Kapelle

Die Johannes-Nepomuk-Kapelle ist eine römisch-katholische Kapelle im Bezirksteil Gersthof des 18. Wiener Gemeindebezirks Währing. Sie ist dem heiligen Johannes Nepomuk geweiht.

## Geschichte

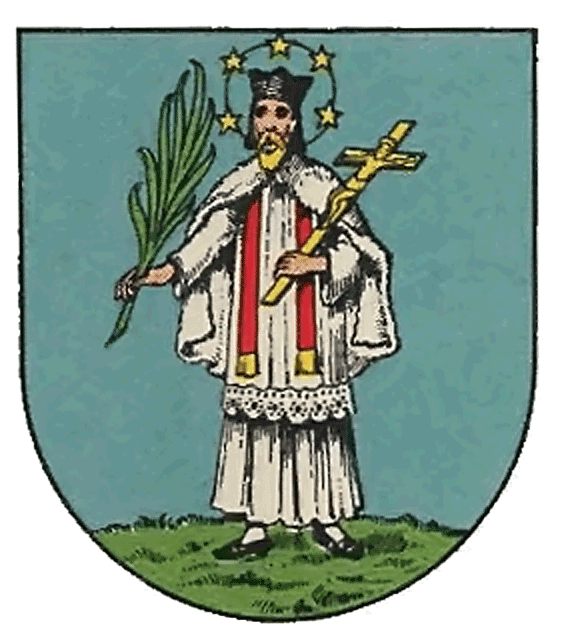
Wappen von Gersthof mit dem Heiligen Johannes Nepomuk

Im Jahre 1670 wurde im heutigen Haus Gersthofer Straße 127 Matthäus Lydl von Schwanau geboren. Gersthof war damals ein kleines Dorf, welches keine eigene Kirche besaß, sondern der Währinger Pfarre zugeordnet war. Lydl von Schwanau war Hofkriegsrat im Umfeld von Eugen von Savoyen gewesen und wollte, als er sich in Gersthof zur Ruhe setzte, zum täglichen Besuch der Heiligen Messe nicht den Weg zur Währinger Pfarrkirche auf sich nehmen.
Die Johannes-Nepomuk-Kapelle wurde von 1736 bis 1737 als Haus- und Grabkapelle für Matthäus Lydl von Schwanau erbaut. Am 18. Oktober 1739 wurde die Kapelle dem heiligen Johann von Nepomuk 10 Jahre nach seiner Heiligsprechung geweiht. Lydl von Schwanau stiftete die Johannes-Nepomuk-Kapelle nicht nur für seinen persönlichen Messbesuch, sondern gleich als öffentliche Kapelle für alle Dorfbewohner. 
Als im Zuge der josephinischen Reformen im Jahr 1784 die römisch-katholische Pfarre Gersthof gegründet wurde, wurde die Johannes-Nepomuk-Kapelle zu deren Pfarrkirche. Die Pfarre war infolge des Siebenjährigen Kriegs arm und blieb zwei Jahre verwaist, da der Pfarrer aus Geldmangel um seine Versetzung gebeten hatte. 1790 erhielt die Johannes-Nepomuk-Kapelle ihren Turmaufsatz, dessen Helm 1813 erneuert wurde. Von 1887 bis 1891 wurde die heutige Gersthofer Pfarrkirche erbaut. Ihr wurden 1899 die Pfarrrechte von der Johannes-Nepomuk-Kapelle übertragen. 1902 übernahm der Trinitarier-Orden die Betreuung der Kapelle, bis sie 1925 als Filialkirche der Pfarre Gersthof unterstellt wurde. 
Die alte Kapelle geriet in Vergessenheit und verfiel vor und nach dem Zweiten Weltkrieg zunehmend. Der Bezirksrat Leopold Rosenmayr († 20. Februar 1981) hatte gemeinsam mit der Bezirksvertretung und den Währinger und Gersthofer Bürgern sich für die Rettung starkgemacht. Mit Hilfe vonseiten des Bundes, des Landes und der Kirche konnten 1,4 Millionen Schilling aufgetrieben werden. Von 1975 bis 1979 erfolgte die Restaurierung der Kapelle, wobei in der Kuppel weitere barocke Fresken mit Darstellungen der vier Evangelisten aufgedeckt wurden. Die feierliche Eröffnung nach der Sanierung fand am 24. Mai 1979 durch Helmut Krätzl, Weihbischof von Wien, statt. Die Orgel aus 1981 stammt von Walcker-Mayer. Eine weitere Innenrestaurierung erfolgte 1993.

## Lage und Architektur

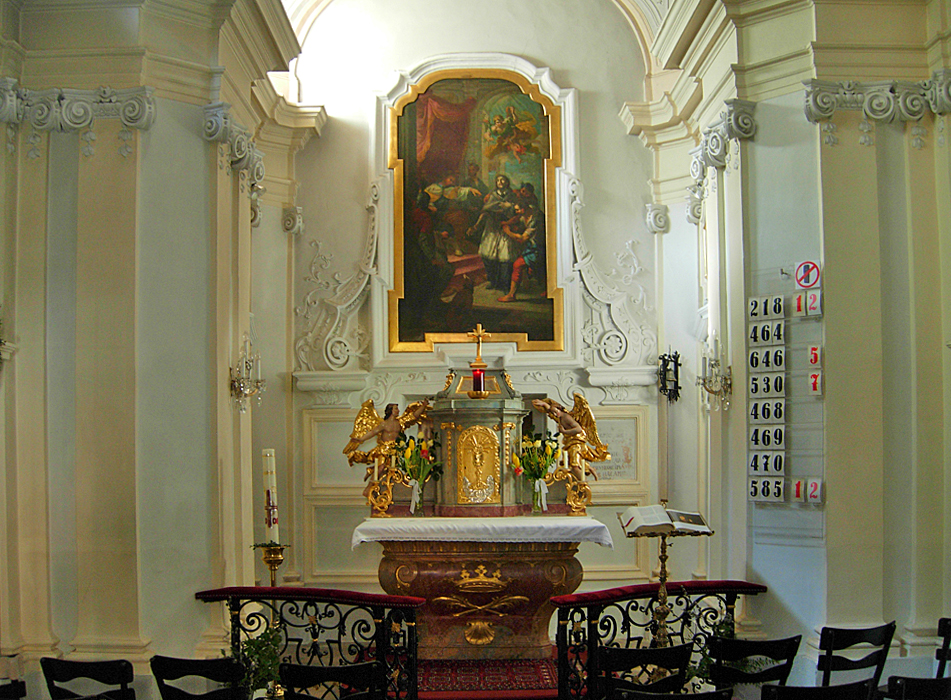
Innenansicht

Die barocke Kapelle befindet sich an der Gersthofer Straße 129. Links und rechts des Gebäudes stehen barocke Wohnhäuser, darunter das Lydlsche Stiftungshaus, das teilweise als Pfarrhaus der Kapelle Verwendung findet. 
Der architektonische Stil lässt auf das Werk von einem Schüler von Fischer von Erlach schließen, genaue Namen der Künstler und beteiligten Baumeister sind jedoch nicht bekannt. 
Der rechteckige Hauptraum besitzt eine Kuppel und der südlich gelegene Chor einen Turmaufsatz. Die straßenseitig gelegene Nordfassade mit dem Hauptportal ist dreiachsig und weist Nischenfiguren der Heiligen Antonius von Padua und Maria Magdalena auf. Im Giebel über dem Hauptportal ist ein Büstenrelief angebracht, das den Kirchenpatron Johannes Nepomuk darstellt. Südlich des Chors ist eine kleine quadratische Sakristei angebaut. Der Hauptraum ist durch drei große Öffnungen mit einem östlich davon gelegenen Nebenraum verbunden.
Die Gestaltung des Kapelleninneren ist einheitlich aus der Barockzeit erhalten. Das Hauptfresko in der Kuppel stellt Mariä Himmelfahrt dar. Das Ölbild an der Wand über dem Hochaltar ist ein Werk von Andreas Viso aus dem Jahr 1737 und zeigt Johannes Nepomuk vor König Wenzel.